# ハロプロやねん!
『ハロプロやねん!』は、朝日放送ラジオ（ABCラジオ）で2004年2月より放送されていたラジオ番組である。2004年2月 - 3月に期間限定で放送、その後レギュラー番組として2004年10月に放送を開始した。なお、2005年前半ごろまでは『ハロプロやねん!!』という表記も存在し、番組表でもその表記だった。

## 概略
この番組は、朝日放送ラジオの看板番組『おはようパーソナリティ道上洋三です』のプロデューサーも担当し、「トナカイ君」のニックネームでお馴染みの植田貴之プロデューサー（朝日放送ラジオ局編成制作部所属⇒2010年4月 - は、テレビ制作部ディレクターに異動し現在は、『パネルクイズ アタック25』を担当。）が熱烈なハロプロファンで、自分の趣味と願望を込めてプロデュースしていた番組である。
2004年2月6日 - 3月26日、それまで同時間帯に放送していた『サマソニック』の冬版イベント『冬ソニ』のPR番組が1月いっぱいで終了したのに伴い、春改編までの穴埋め番組として放送された。
2004年5月17日、1時間のスペシャル番組『ハロプロやねん! モーニング娘。スペシャル』が放送された。
2004年10月、期間限定放送にリスナーからの反響があったため、新たにレギュラー番組として放送開始される。放送日時は毎週金曜25:30 - 26:00。
2005年6月26日、レギュラー枠とは別にスペシャル番組『朝までハロプロやねん!』が深夜2:45 - 4:35に放送、以降シリーズ化される。
2005年8月9日、ABCミュージックパラダイスと合同で、『ミューパラやねん!』と題して、Berryz工房・後藤真希をゲストに迎えて公開録音を大阪城音楽堂で行った。司会は浦川泰幸アナウンサー。
2005年8月は番組休止。これは、同年7月31日未明 - 9月3日未明の高石送信所の送信機更新工事により、深夜放送を午前1時で終了する暫定編成となったためである。
2006年10月20日、放送100回を迎え、100回記念放送を行った。
2008年3月31日より放送日時を毎週月曜24:00 - 24:30に変更。
2008年9月22日、レギュラー番組の放送を終了した。
2009年2月14日、『ハロプロやねん!バレンタインスペシャル!!』として一夜限りの復活を果たす。
2009年3月14日 - 2011年11月6日、不定期の単発スペシャル番組として数回放送される。
パーソナリティーはハロー!プロジェクトメンバーが月替わり又は週替わりでつとめていた。放送時間は2008年3月28日までは毎週金曜25:30 - 26:00だったが2008年3月31日からは毎週月曜24:00 - 24:30に変更となった。放送時間帯が深夜だったためほぼ日本全域で（青森県・鹿児島県でも受信可）受信できた。2008年9月をもってレギュラー番組は終了したが2009年2月に一夜限りのスペシャル番組として復活し、その後も年に数回ではあるが継続して放送中である。2010年夏季からは「ハロプロやねん!シリーズ」という総称で、出演するパーソナリティーごとにテーマタイトルを付けて放送する形式になった。
2011年11月6日を最後に放送されていないが、番組終了の公式発表は無い。
また、上述のとおりレギュラー枠以外で『朝までハロプロやねん!』という深夜のスペシャル番組が2005年6月から2009年12月まで不定期に放送されていた。

## コーナー
- ハロプロNo.1（Berryz工房の回はBerryz No.1、℃-uteの回はキッズNo.1または℃-ute No.1）
- ○○の部屋（○○はその回のパーソナリティの名）

## 出演者一覧
2004年10月 - 2005年7月は、一部例外はあるものの1ヶ月単位で出演していた。2005年9月以降は小刻みに出演者が交代するようになった。また、放送期間中ハロプロに在籍していたにもかかわらず1度も出演できなかったハロプロメンバーもいる。

### 2004年
第1シリーズ（期間限定）
- 2月6日、安倍なつみ
- 2月13日、メロン記念日
- 2月20日、モーニング娘。（矢口真里、小川麻琴、新垣里沙、田中れいな）
- 2月27日、モーニング娘。（紺野あさ美、亀井絵里、道重さゆみ、田中れいな）
- 3月5日、モーニング娘。（藤本美貴、高橋愛、亀井絵里、道重さゆみ）
- 3月12日、松浦亜弥
- 3月19日、後藤真希
- 3月26日、モーニング娘。（矢口真里、紺野あさ美、小川麻琴、新垣里沙）

1時間のスペシャル番組『ハロプロやねん! モーニング娘。スペシャル』
- 5月17日、モーニング娘。（石川梨華、藤本美貴、高橋愛）

第2シリーズ（レギュラー番組）
- 10月1日 - 29日、メロン記念日
- 11月5日、Berryz工房（嗣永桃子、石村舞波、菅谷梨沙子、夏焼雅）
- 11月12日、Berryz工房（清水佐紀、須藤茉麻、徳永千奈美、熊井友理奈）
- 11月19日、Berryz工房（清水佐紀、菅谷梨沙子、夏焼雅）、萩原舞
- 11月26日、Berryz工房（徳永千奈美、須藤茉麻、石村舞波、熊井友理奈）、村上愛
- 12月3日、カントリー娘。
- 12月10日・17日、カントリー娘。・W
- 12月25日、カントリー娘。

### 2005年
- 1月7日・14日・21日・28日、飯田圭織
- 2月4日・11日、美勇伝（三好絵梨香、岡田唯）
- 2月18日・25日、美勇伝
- 3月4日・11日・18日、美勇伝
- 4月1日・8日、Berryz工房（1日は公開録音）
- 4月15日、Berryz工房（嗣永桃子、徳永千奈美、夏焼雅、菅谷梨沙子）
- 4月22日、Berryz工房（徳永千奈美、嗣永桃子、須藤茉麻、夏焼雅）
- 4月29日、飯田圭織
- 5月6日・13日、中澤裕子・柴田あゆみ
- 5月20日・27日、中澤裕子・里田まい
- 6月10日・17日・24日、モーニング娘。（吉澤ひとみ、新垣里沙、道重さゆみ）
- 7月1日・8日・15日・22日・29日、美勇伝 （7月22日分は神戸メリケンパーク公開録音）
- 9月9日、Berryz工房・後藤真希（8月9日、大阪城野外音楽堂での公開録音『ミューパラやねん!』 ）
- 9月16日・23日、W
- 9月30日、松浦亜弥
- 10月7日、℃-ute（村上愛、矢島舞美、鈴木愛理、萩原舞）
- 10月14日、℃-ute（村上愛、矢島舞美、中島早貴、岡井千聖）
- 10月21日、℃-ute（矢島舞美、梅田えりか、中島早貴、萩原舞）
- 10月28日、℃-ute（梅田えりか、村上愛、鈴木愛理、岡井千聖）
- 11月4日・11日、中澤裕子
- 11月18日、Berryz工房（清水佐紀、夏焼雅、徳永千奈美、菅谷梨沙子）
- 11月25日、Berryz工房（嗣永桃子、須藤茉麻、徳永千奈美、熊井友理奈）
- 12月2日、メロン記念日
- 12月9日、W
- 12月16日、モーニング娘。（高橋愛、亀井絵里、道重さゆみ、田中れいな）
- 12月23日・30日、中澤裕子

### 2006年
- 1月6日・13日、保田圭
- 1月20日・27日、矢口真里
- 2月3日、後藤真希
- 2月10日、保田圭
- 2月17日、中澤裕子
- 2月24日、カントリー娘。
- 3月3日・10日・17日、カントリー娘。
- 3月24日、Berryz工房 （須藤茉麻、夏焼雅、嗣永桃子）
- 3月31日、Berryz工房 （清水佐紀、徳永千奈美、熊井友理奈、菅谷梨沙子）
- 4月7日、Berryz工房 （清水佐紀、須藤茉麻、夏焼雅、熊井友理奈）
- 4月14日、Berryz工房 （嗣永桃子、徳永千奈美、菅谷梨沙子）
- 4月21日・28日、美勇伝
- 5月5日・12日、アヤカ
- 5月19日・26日、アヤカ・里田まい
- 6月2日、℃-ute （矢島舞美、鈴木愛理、萩原舞、有原栞菜）
- 6月9日、モーニング娘。（吉澤ひとみ、紺野あさ美、亀井絵里、田中れいな）
- 6月16日、後藤真希
- 6月23日、モーニング娘。（藤本美貴、紺野あさ美）
- 6月30日、辻希美（W）・紺野あさ美（モーニング娘。）
- 7月7日、中澤裕子
- 7月14日、℃-ute （梅田えりか、村上愛、中島早貴、岡井千聖）
- 7月21日、℃-ute （7月15日、千里セルシーでの公開録音）
- 7月28日、℃-ute
- 8月4日・11日・18日・25日、カントリー娘。（8月11日、ハロプロ関西オーディション2005の合格者5名がハロプロ関西レッスン生として初出演した。）
- 9月1日、℃-ute （8月25日、神戸での公開録音）
- 9月8日・15日、矢口真里
- 9月22日、中澤裕子
- 9月29日、美勇伝
- 10月6日、美勇伝
- 10月13日・20日、安倍なつみ（10月20日はレギュラー放送100回記念）
- 10月27日、後藤真希
- 11月3日・10日、モーニング娘。（高橋愛、道重さゆみ）
- 11月17日、保田圭
- 11月24日、カントリー娘。（11月19日、万博記念公園での公開録音）
- 12月1日、カントリー娘。
- 12月8日、美勇伝
- 12月15日、モーニング娘。（新垣里沙、亀井絵里、道重さゆみ）
- 12月22日、29日、美勇伝

### 2007年
- 1月5日・12日・19日・26日、中澤裕子
- 2月2日、℃-ute（矢島舞美、中島早貴、鈴木愛理、萩原舞）
- 2月9日、℃-ute（梅田えりか、鈴木愛理、岡井千聖、有原栞菜）
- 2月16日、℃-ute（梅田えりか、矢島舞美、岡井千聖、萩原舞）
- 2月23日、℃-ute（中島早貴、鈴木愛理、岡井千聖、有原栞菜）
- 3月2日・9日・16日・23日、メロン記念日（3月16日分は3月11日に行われた万博記念公園での公開録音）
- 4月6日・13日、安倍なつみ
- 4月20日・27日、モーニング娘。（吉澤ひとみ、田中れいな、光井愛佳）
- 5月4日、吉澤ひとみ
- 5月11日・18日・25日、美勇伝（三好絵梨香、岡田唯）
- 6月1日・8日、里田まい
- 6月15日・22日・29日、モーニング娘。（高橋愛、道重さゆみ、田中れいな）
- 7月6日・13日、矢口真里
- 7月21日・28日、Berryz工房（清水佐紀、徳永千奈美）
- 8月3日・10日、後藤真希
- 8月17日、℃-ute（公開録音）
- 8月24日・31日、音楽ガッタス（吉澤ひとみ、石川梨華、里田まい）
- 9月7日・14日、メロン記念日
- 9月21日・28日、美勇伝
- 10月5日・12日、松浦亜弥
- 10月19日、℃-ute（梅田えりか、中島早貴、岡井千聖、有原栞菜）
- 10月26日、℃-ute（矢島舞美、鈴木愛理、萩原舞）
- 11月2日・9日・16日、中澤裕子・保田圭
- 11月23日、Berryz工房（11月18日、万博記念公園での公開録音）
- 11月30日、Berryz工房（清水佐紀、夏焼雅、徳永千奈美、須藤茉麻）
- 12月7日、Berryz工房（嗣永桃子、熊井友理奈、菅谷梨沙子）
- 12月14日、モーニング娘。（道重さゆみ、田中れいな、光井愛佳）
- 12月21日、28日、菅谷梨沙子（Berryz工房）、鈴木愛理・岡井千聖（℃-ute）

### 2008年
- 1月4日・11日、安倍なつみ＆矢島舞美（℃-ute）
- 1月18日、音楽ガッタス（紺野あさ美、能登有沙、真野恵里菜、仙石みなみ）
- 1月25日、大阪厚生年金会館で行われたコンサート（1月19日・20日）の楽屋で収録した模様を放送。
- 2月1日・8日・15日、Buono!
- 2月22日・29日、℃-ute
- 3月7日・14日、メロン記念日
- 3月21日、Berryz工房（3月16日、万博記念公園での公開録音）
- 3月28日、Berryz工房（清水佐紀、徳永千奈美、須藤茉麻、熊井友理奈）
- 3月31日、Berryz工房（嗣永桃子、夏焼雅、菅谷梨沙子）※この週より放送日変更
- 4月7日・14日、美勇伝
- 4月21日、清水佐紀・嗣永桃子（Berryz工房）、矢島舞美・梅田えりか（℃-ute）
- 4月28日、徳永千奈美・須藤茉麻・熊井友理奈（Berryz工房）、萩原舞（℃-ute）
- 5月5日・12日、稲葉貴子・保田圭
- 5月19日・26日、松浦亜弥
- 6月2日、吉澤ひとみ
- 6月9日、モーニング娘。（道重さゆみ、田中れいな、光井愛佳）
- 6月16日・23日、美勇伝
- 6月30日、松浦亜弥・メロン記念日
- 7月7日、松浦亜弥・メロン記念日（6月29日に行われた公開録音の模様（前編））
- 7月14日、松浦亜弥・メロン記念日（6月29日に行われた公開録音の模様（後編））
- 7月21日、Berryz工房
- 7月28日、Berryz工房（嗣永桃子、夏焼雅）
- 8月4日、℃-ute（鈴木愛理、岡井千聖、有原栞菜）
- 8月11日、℃-ute（矢島舞美、梅田えりか、中島早貴、萩原舞）
- 8月18日・25日、Buono!
- 9月1日、音楽ガッタス（紺野あさ美、仙石みなみ、澤田由梨）
- 9月8日、安倍なつみ・真野恵里菜
- 9月15日、安倍なつみ
- 9月22日、中澤裕子・メロン記念日（レギュラー番組最終回）

### 2009年
- 2月14日、新垣里沙、田中れいな、久住小春『ハロプロやねん!バレンタインスペシャル!!』
- 3月14日、真野恵里菜
- 3月21日、岡田唯

### 2010年
- 2月15日、Buono!
- 4月18日、Berryz工房（清水佐紀、夏焼雅）

ハロプロやねん!シリーズ
- 8月15日、℃-ute『℃-ute鈴木愛理のナイスショット』
- 9月12日、スマイレージ『スマイレージのハッピースマイル』
- 10月16日、里田まい『里田まいのmy radio!』

### 2011年
- 11月6日、ハロー!プロジェクト モベキマス（田中れいな、清水佐紀、熊井友理奈、萩原舞）『ハロプロやねん！一夜限りの復活スペシャル！』

## レギュラー枠以外で放送された深夜特番
- 2005年6月26日深夜2時45分 - 4時35分
タイトル スペシャル番組『朝までハロプロやねん!』
出演者 紺野あさ美、小川麻琴、亀井絵里、田中れいな

- 2005年12月18日深夜2時45分 - 4時35分
タイトル 緊急特番『朝までハロプロやねん!2』
出演者 高橋愛、亀井絵里、道重さゆみ、田中れいな

- 2006年6月11日深夜2時45分 - 4時35分
タイトル スペシャル番組『朝までハロプロやねん!3』
出演者 吉澤ひとみ、紺野あさ美、亀井絵里、田中れいな

- 2006年12月17日深夜2時45分 - 4時35分
タイトル スペシャル番組『朝までハロプロやねん4!』
出演者 新垣里沙、亀井絵里、道重さゆみ

- 2007年12月16日深夜2時45分 - 4時35分
タイトル スペシャル番組『朝までハロプロやねん5!』
出演者 Berryz工房

- 2008年6月8日深夜2時45分 - 4時35分
タイトル スペシャル番組『朝までハロプロやねん6!』
出演者 道重さゆみ、田中れいな、光井愛佳

- 2009年4月26日深夜3時00分 - 4時35分
タイトル ＜＜ABCラジオ 春のジューシーデイズ＞＞『朝までハロプロやねん7!』
出演者 梅田えりか、矢島舞美、岡田唯

- 2009年10月25日深夜2時25分 - 4時35分
タイトル ＜＜ABCラジオ 秋のジューシーデイズ＞＞『朝までハロプロやねん8!』
出演者 田中れいな、久住小春、リンリン

- 2009年12月20日深夜2時30分 - 4時35分
タイトル 『朝までハロプロやねん9!』
出演者 Berryz工房（嗣永桃子、徳永千奈美、夏焼雅）

## 関連商品
- ハロプロやねん!DVD（2008年、アップフロント関西）
2008年6月8日放送の『朝までハロプロやねん6!』（出演：道重さゆみ、田中れいな、光井愛佳）の放送模様を収録したDVD。ハロー!プロジェクトのファンクラブ会員を対象にした通信販売が行われたほか、ハロー!プロジェクトオフィシャルショップにおいての販売（ファンクラブ会員以外も購入可能）も行われた。
- ハロプロやねん!DVD2回目やねん!!（2010年、アップフロント関西）
2009年12月20日放送の『朝までハロプロやねん9!』（出演：嗣永桃子、徳永千奈美、夏焼雅）の放送模様を収録したDVD。ハロー!プロジェクトのファンクラブ会員を対象にした通信販売が行われた。